# Canton de Saint-Sauveur
Le canton de Saint-Sauveur est un ancien canton français situé dans le département de la Haute-Saône et la région Franche-Comté.

## Géographie
Ce canton est organisé autour de Saint-Sauveur dans l'arrondissement de Lure. Son altitude varie de 238 m (Ormoiche) à 450 m (Ailloncourt) pour une altitude moyenne de 293 m.

## Histoire
Le canton a été créé par le décret n°85-150 du 31 janvier 1985 scindant le canton de Luxeuil-les-Bains.
Par décret du 17 février 2014, le nombre de cantons du département est divisé par deux, avec mise en application aux élections départementales de mars 2015. Le canton de Saint-Sauveur est supprimé à cette date.

## Administration
| Période | Période      | Identité                 | Étiquette    | Qualité |
| ------- | ------------ | ------------------------ | ------------ | --- |
| 1973    | 2001 (décès) | Marc Roussel (1915-2001) | MRG puis PRG | Enseignant retraité Maire de Saint-Sauveur (1969-1995) Ancien conseiller général du Canton de Luxeuil-les-Bains (1970-1973) Président du Conseil Général (1998-2001) |
| 2001    | 2008         | Jean-Claude Ghettini     | PRG          | Instituteur retraité Maire de Saint-Sauveur (1995-2008) |
| 2008    | 2015         | Joël Daval               | DVG          | Enseignant Maire de Breuchotte |

## Composition
| Fresne Scey Dampierre Champlitte Champagney Faucogney Lux St-Sauveur Mélisey Rioz Marnay Gy Autrey Gray Montbozon Saulx Port-s-Saône Combeauf. Vitrey Jussey Vauvillers St-Loup Amance Lure-Nord Lure-Sud Villersexel V.E. V.O. Noroy H.O. H.E. Pesmes |

Le canton de Saint-Sauveur groupe 20 communes et compte 9 112 habitants (recensement de 1999 sans doubles comptes).
| Nom                       | Code Insee | Intercommunalité      | Population (dernière pop. légale) |
| ------------------------- | ---------- | --------------------- | --------------------------------- |
| Saint-Sauveur (chef-lieu) | 70473      | CC du Pays de Luxeuil | 1 970 (2014)                      |
| Ailloncourt               | 70007      | CC du Triangle Vert   | 307 (2014)                        |
| Baudoncourt               | 70055      | CC du Pays de Luxeuil | 552 (2014)                        |
| Breuches                  | 70093      | CC du Pays de Luxeuil | 697 (2014)                        |
| Breuchotte                | 70094      | CC du Pays de Luxeuil | 308 (2014)                        |
| Brotte-lès-Luxeuil        | 70098      | CC du Pays de Luxeuil | 208 (2014)                        |
| La Chapelle-lès-Luxeuil   | 70128      | CC du Pays de Luxeuil | 404 (2014)                        |
| Citers                    | 70155      | CC du Triangle Vert   | 791 (2014)                        |
| La Corbière               | 70172      | CC du Pays de Luxeuil | 99 (2014)                         |
| Dambenoît-lès-Colombe     | 70195      | CC du Triangle Vert   | 284 (2014)                        |
| Éhuns                     | 70213      | CC du Triangle Vert   | 251 (2014)                        |
| Esboz-Brest               | 70216      | CC du Pays de Luxeuil | 464 (2014)                        |
| Froideconche              | 70258      | CC du Pays de Luxeuil | 1 986 (2014)                      |
| Lantenot                  | 70294      | CC du Triangle Vert   | 357 (2014)                        |
| Linexert                  | 70304      | CC du Triangle Vert   | 137 (2014)                        |
| Magnivray                 | 70314      | CC du Pays de Luxeuil | 166 (2014)                        |
| Ormoiche                  | 70398      | CC du Pays de Luxeuil | 67 (2014)                         |
| Rignovelle                | 70445      | CC du Triangle Vert   | 106 (2014)                        |
| Sainte-Marie-en-Chaux     | 70470      | CC du Triangle Vert   | 173 (2014)                        |
| Visoncourt                | 70571      | CC du Triangle Vert   | 39 (2014)                         |

## Démographie
| 1975  | 1982  | 1990  | 1999  | 2006  | 2011  | 2012  |
| ----- | ----- | ----- | ----- | ----- | ----- | ----- |
| 8 165 | 8 995 | 9 151 | 9 112 | 9 527 | 9 652 | 9 628 |